# Alfa Romeo 158/159 Alfetta

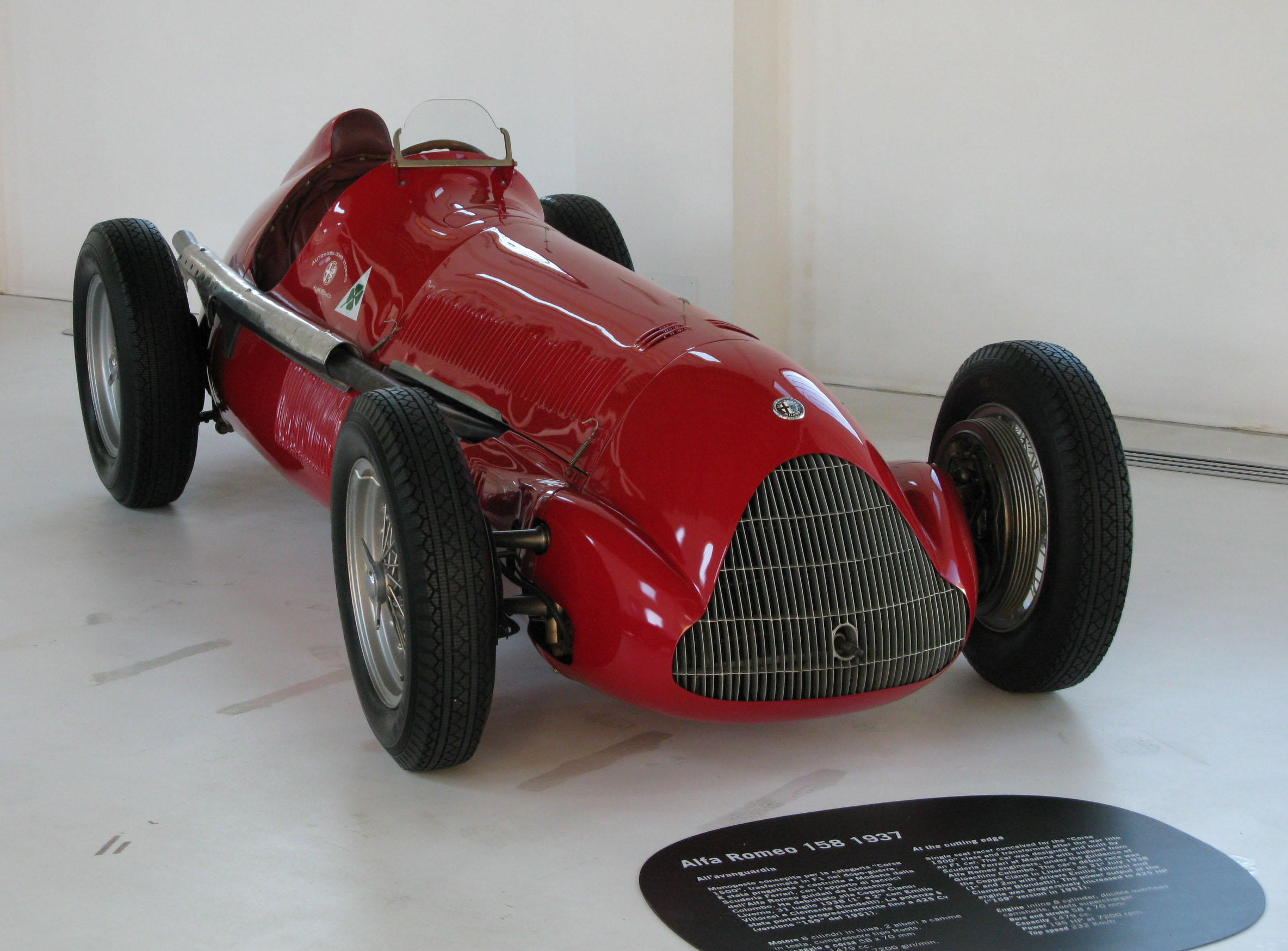
Alfa Romeo 158 Alfetta.

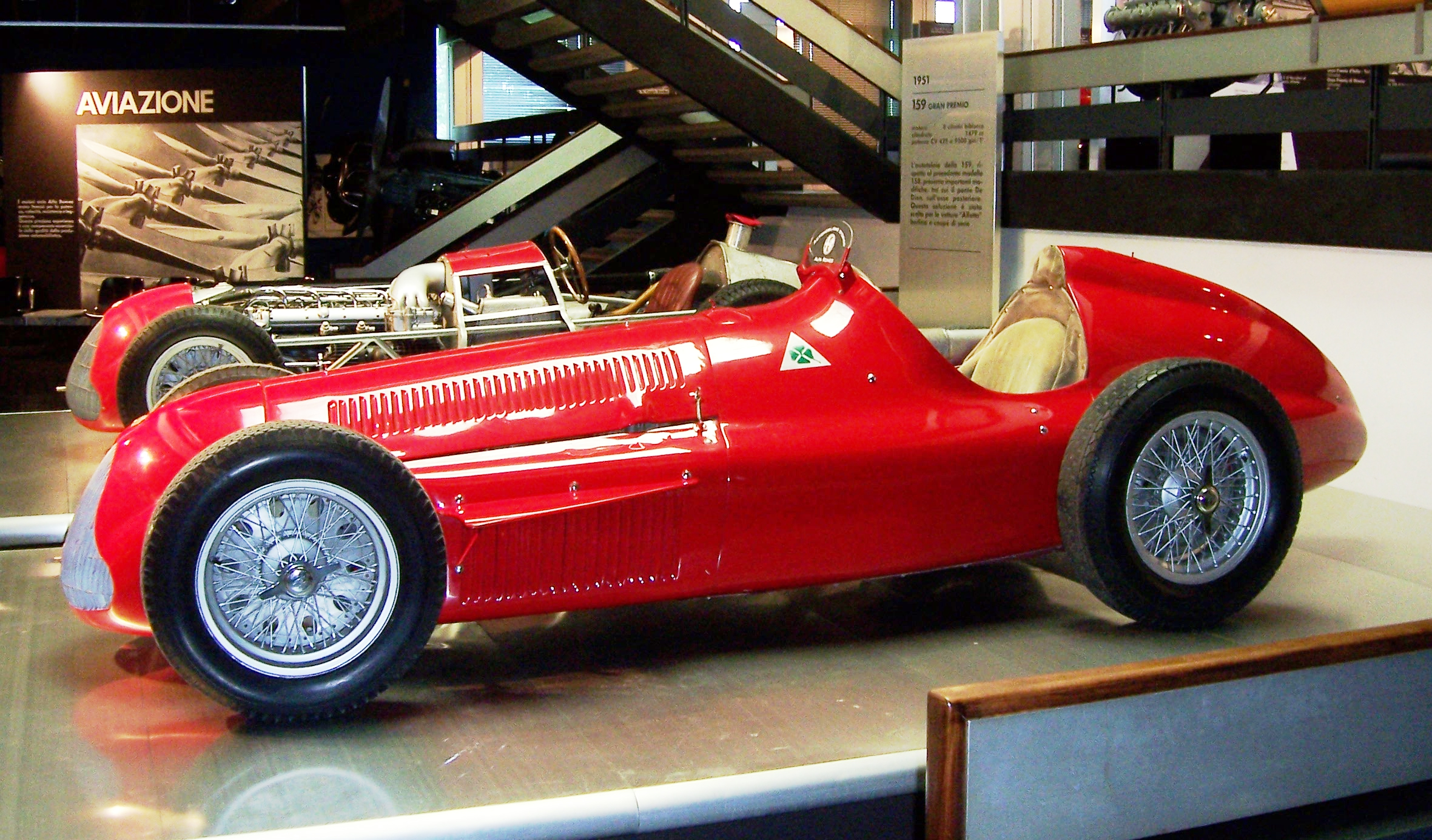
Alfa Romeo 159 Alfetta.

El Alfa Romeo 158/159 Alfetta fue un monoplaza de Gran Premio/Fórmula 1 diseñado por Alfa Romeo. Fue creado en 1938 pero es más conocido por sus resultados tras la Segunda Guerra Mundial, más específicamente en las dos primeras temporadas del mundial de Fórmula 1.

## Fórmula 1
Después de 17 años de existencia, el motor del Alfetta había alcanzado todo su potencial de desarrollo, pero durante los Grandes Premios de 1951 los técnicos de Alfa Romeo lograron una vez más obtener potencia extra y alcanzar los 450 CV.
El 158/159 Alfetta ganó todos los Grandes Premios de 1950 (excepto la Indy 500 que era parte del campeonato pero tenía otro reglamento) y en 1951 triunfó en los GGPP de Suiza, Bélgica, Francia y España.
El italiano Giuseppe Farina ganó el campeonato de 1950 y el argentino Juan Manuel Fangio hizo lo propio en 1951.